# Varsád
Varsád là một thị trấn thuộc hạt Tolna, Hungary. Thị trấn này có diện tích 21,56 km², dân số năm 2010 là 370 người, mật độ 17 người/km².